# Hyalyris metaensis
Hyalyris metaensis är en fjärilsart som beskrevs av Fox och Real 1971. Hyalyris metaensis ingår i släktet Hyalyris och familjen praktfjärilar. Inga underarter finns listade i Catalogue of Life.